# 클라프 (음악 그룹)
클라프는 대한민국의 음악 그룹이다. 2016년 디지털 싱글 [The Dreamer]를 통해 데뷔했다.

## 방송
- 부산MBC 기장임랑 해변대학가요제 (2017) - 금상
- 락쿵 (2022) - Top47
- 2024 우리음악인축제 SONGCAMP (2024)

## 음반
- Wake up me ! (2016)
- The Dreamer (Feat. Arnio) (2017)
- Don't go away (2018)
- The Dreamer (2019)
- What you got (2021)
- Highlights (2022)
- Never (2023)
- 이유 (2023)
- 멈추지마 (2023)

## 수상
- 머니투데이 대학가요제 대상 (2021)